# Lisa Whybourn
Lisa Whybourn (* 11. Mai 1991) ist eine ehemalige britische Tennisspielerin.

## Karriere
Whybourn begann mit acht Jahren mit dem Tennissport und bevorzugt lt. ITF-Profil Hartplätze. Auf Turnieren des ITF Women’s Circuit konnte sie bislang mit wechselnden Partnerinnen sieben Titel im Doppel gewinnen.
Seit Oktober 2016 hatte sie nicht mehr gespielt. Im Juni 2017 erklärte sie ihren Rücktritt.

## Turniersiege

### Doppel
| Nr. | Datum            | Turnier             | Kategorie   | Belag             | Partnerin        | Finalgegnerinnen                   | Ergebnis          |
| --- | ---------------- | ------------------- | ----------- | ----------------- | ---------------- | ---------------------------------- | ----------------- |
| 1.  | 20. Mai 2011     | Izmir               | ITF $25.000 | Hartplatz         | Naomi Broady     | Mihaela Buzărnescu Tereza Mrdeža   | 3:6, 7:64, 6:4    |
| 2.  | 13. August 2011  | Istanbul            | ITF $10.000 | Hartplatz         | Magali De Lattre | Sopia Kwazabaia Isabella Shinikova | 6:3, 2:6, [12:10] |
| 3.  | 16. März 2013    | Bath                | ITF $15.000 | Hartplatz (Halle) | Nicola Geuer     | Viktorija Golubic Julia Kimmelmann | 6:3, 6:4          |
| 4.  | 24. Oktober 2015 | Scharm asch-Schaich | ITF $10.000 | Hartplatz         | Emily Arbuthnott | Hsu Chieh-yu Anna Morgina          | 6:2, 6:4          |
| 5.  | 31. Oktober 2015 | Scharm asch-Schaich | ITF $10.000 | Hartplatz         | Emily Arbuthnott | Vicky Geurinckx Tereza Mihalíková  | 6:3, 6:0          |
| 6.  | 6. November 2015 | Loughborough        | ITF $15.000 | Hartplatz (Halle) | Freya Christie   | Steffi Carruthers Sabastiani Leon  | 6:1, 6:2          |
| 7.  | 29. April 2016   | Pula                | ITF $10.000 | Sand              | Pia König        | Marcella Cucca Camilla Scala       | 1:6, 7:5, [11:9]  |

## Abschneiden bei Grand-Slam-Turnieren

### Doppel
| Turnier         | 2013 | Karriere |
| --------------- | ---- | -------- |
| Australian Open | —    | —        |
| French Open     | —    | —        |
| Wimbledon       | 1    | 1        |
| US Open         | —    | —        |